# Young Mother Hubbard
Young Mother Hubbard è un film muto del 1917 diretto da Arthur Berthelet e prodotto dalla Essanay di Chicago e dalla Perfection Pictures.

## Trama
Abbandonata dal patrigno, la giovanissima Mona Fairfax - soprannominata dai vicini Young Mother Hubbard  - deve farsi carico non solo della conduzione della fattoria, ma anche prendersi cura dei suoi tre fratellini. Il primo grosso problema arriva quando Banning, il padrone di casa, si presenta per riscuotere l'affitto arretrato. Mona tenta invano di impietosirlo: l'uomo non recede e, anzi, chiama i servizi sociali che assegna ogni bambino a un diverso orfanotrofio. Prima che i bambini vengano definitivamente separati, Mona ottiene di passare con loro, tutti insieme, un'ultima notte nella fattoria. Sarà l'occasione di una fuga. I bambini scappano, trovando rifugio proprio da Banning. Quando questi li scopre, vuole chiamare di nuovo gli assistenti sociali, ma Mona riesce a sedurlo con moine, fiori e sorrisi. Il cuore dell'uomo si intenerisce e i bambini Fairfax trovano una nuova casa che li accoglie tutti insieme.

## Produzione
Il film fu prodotto dalla Essanay Film Manufacturing Company.

## Distribuzione

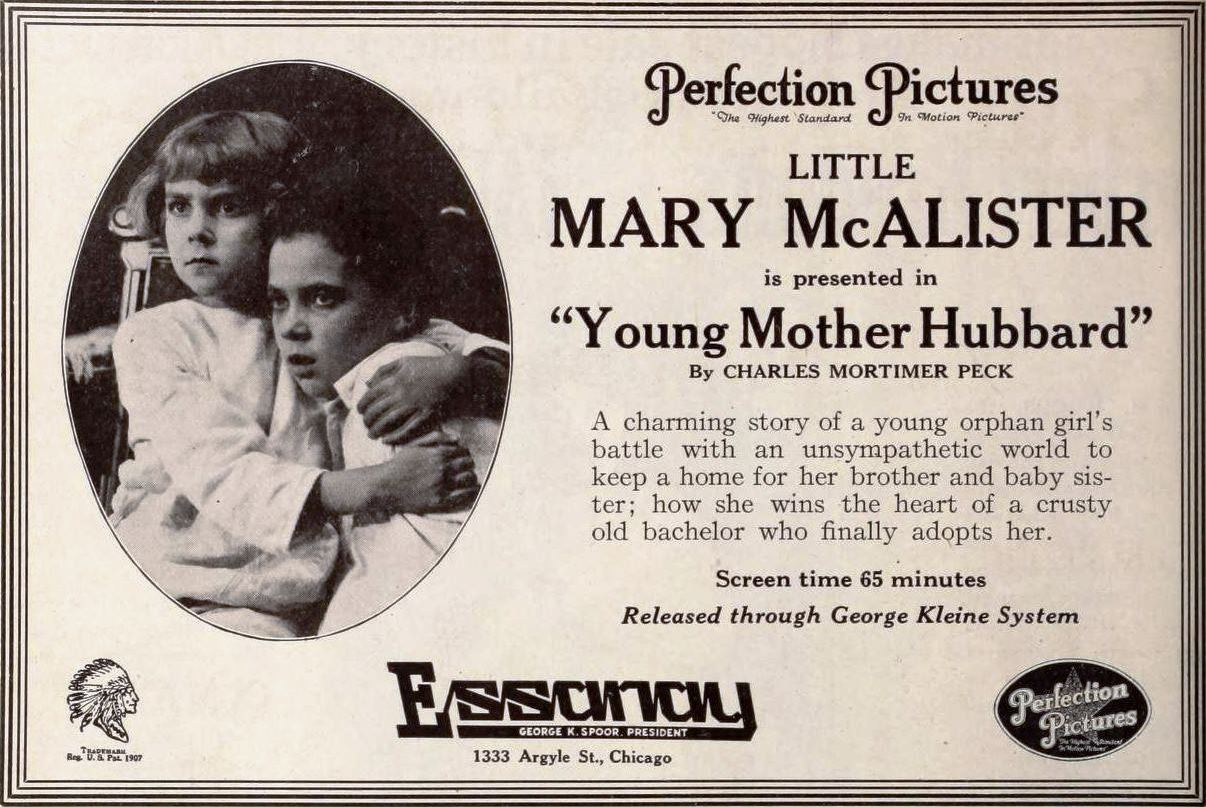
Pubblicità su Exhibitors Herald (10 novembre 1917)

Il copyright del film, richiesto dalla Essanay Film Mfg. Co., fu registrato il 19 ottobre 1917 con il numero LP11638.
Distribuito dalla George Kleine System, il film uscì nelle sale cinematografiche statunitensi il 29 ottobre 1917.
Copie complete della pellicola in 16 e 35 mm sono conservate negli archivi della Library of Congress di Washington e dell'UCLA Film and Television Archive.